# Loxostege dilutalis
Loxostege dilutalis là một loài bướm đêm trong họ Crambidae.